# Distretto di Nong Suea
Il distretto di Nong Suea (in thailandese: หนองเสือ) è un distretto (amphoe) della Thailandia situato nella provincia di Pathum Thani.